# Jean-François de La Trémoille
 (juin 2012).
Si vous disposez d'ouvrages ou d'articles de référence ou si vous connaissez des sites web de qualité traitant du thème abordé ici, merci de compléter l'article en donnant les références utiles à sa vérifiabilité et en les liant à la section « Notes et références ».
Pour les autres membres de la famille, voir Maison de La Trémoille.
Jean-François de La Trémoille né en France entre 1465 et 1470, et mort à Milan avant le 19 juin 1507 est un cardinal français.

## Repères biographiques
Il est le frère Louis II de La Trémoille, vicomte de Thouars et chef de guerre français. Il est de la famille du cardinal Joseph-Emmanuel de La Trémoille (1706).
Jean-François de La Trémoille est chanoine du chapitre d'Orléans et de Castres et protonotaire apostolique. En 1490, il est élu archevêque d'Auch. 
Il est aussi abbé commendataire de l'abbaye La Blanche en Noirmoutier, Sainte-Croix de Talmont, Lieu-Dieu-en-Jard, Saint-Michel-en-l’Herm,  Saint-Benoît-sur-Loire, La Grainetière, Saint-Laon de Thouars et de 1483 à 1506 de Saint-Eusice de Selles-sur-Cher. 
En 1505, il est nommé administrateur du diocèse de Poitiers.
La Trémoille est créé cardinal in pectore par le pape Jules II lors du consistoire du 18 décembre 1506. 
Il apporte lors du retour de Rome, un fragment de la Vraie Croix en France et l'offre à la chapelle du château de La Trémoille à Thouars fondée quelques années auparavant par sa belle-sœur Gabrielle de Bourbon (vers 1447-1516), épouse de Louis II de La Trémoille (1460-1525). La précieuse relique est volée en 1793 lors de la mise à sac de l'édifice durant la guerre de Vendée.